# Axbergs församling
Axbergs församling är en församling i Hovsta pastorat i Norra Närkes kontrakt i Strängnäs stift. Församlingen ligger i Örebro kommun i Örebro län. 

## Administrativ historik
Församlingen har medeltida ursprung. År 1575 utbröts Dylta bruksförsamling som införlivades igen 1819.
Församlingen utgjorde till 1575 ett eget pastorat för att därefter till 1962 vara  moderförsamling i pastoratet Axberg och Hovsta som till 1687 och från 12 februari 1808 till 1819 även omfattade Dylta bruksförsamling. Från 1962 till 2002 var församlingen moderförsamling i pastoratet Axberg, Hovsta, Kil och Ervalla. År 2002 uppgick Ervalla, Hovsta och Kils församlingar i Axbergs församling som därefter utgjorde ett eget pastorat. Från 2018 ingår församlingen i Hovsta pastorat. 

## Kyrkor
- Axbergs kyrka
- Ervalla kyrka
- Hovsta kyrka
- Kils kyrka